# Киркегард и экзистенциальная философия
«Киркегард и экзистенциальная философия (Глас вопиющего в пустыне)» — книга Льва Шестова, в которой на материале философии Кьеркегора освещаются проблемы соотношения веры и разума. После своего выхода на французском языке в 1936 году пользовалась большим влиянием в философских кругах, сыграла важную роль в рецепции Кьеркегора французскими экзистенциалистами.

## История создания
Лев Шестов обратился к философии Кьеркегора в последние годы жизни под влиянием Э. Гуссерля. В 1932 году он прочел в Сорбонне курс «Достоевский и Киргегард», и тогда же один немецкий журнал предложил написать ему рецензию на последнюю книгу Кьеркегора, но Шестов не видел возможности в одной маленькой статье выразить свое отношение к этому философу. В результате в 1933 году Шестов взялся за написание целой книги о Кьеркегоре, которая впервые была опубликована в 1936 году на французском языке парижским издательством «Vrin» тиражом 1000 экз. Изданием книги руководил собранный к 70-летию философа Комитет друзей Льва Шестова (в него входили Н. Бердяев, А. Камю, Ж. Полан, Б. Шлецер и другие). Русскоязычное издание последовало в 1939 году. Издания на других языках стали появляться после войны: на датском (1947), испанском (1947), немецком (1949).

## Художественные особенности книги
Шестов рассматривает творчество и судьбу датского мыслителя в их единстве, что полнее отражает название книги: философия Кьеркегора экзистенциальна не столько потому, что как-то относится к экзистенциализму как направлению в философии, сколько потому, что Кьеркегор переживал её, он философствовал, чтобы жить, а не жил, чтобы философствовать. В этом смысле можно говорить об экзистенциализме Шестова: он также искал истины жизни — он искал Бога, а не истин разума, отвлеченных от жизни, и Бога умозрительной философии он не принимал. И в нерешимости, которую сам Кьеркегор признавал в себе, совершить «движение веры», покончить не только с этическим, но и с разумным, — в этой нерешимости, показывает Шестов, и была трагедия Кьеркегора. Поэтому в книге он предстает не только как мыслитель, говоривший об абсурде веры, но и как человек среди прочих, которые не выдерживали страха перед этим абсурдом. И Шестов, искренне проникнувшийся этой трагедией, постоянно повторяет: если бы вера, то Кьеркегор бы не погиб, и ему вернулась бы возможность быть супругом, вернулась бы его Регина Ольсен (невеста Кьеркегора), как Аврааму — его Исаак.
Особенностью вообще философии Шестова было неприятие каких-либо систем, каких-либо идеальных и непротиворечивых рациональных конструкций; он не излагал никаких схем, но пользовался лишь силой слова, чтобы выхватить мысль человека из так поработившей ее логики, чтобы поставить эту мысль перед лицом свободы, перед лицом неограниченных возможностей Бога, то есть перед лицом абсурда. В этой книге Шестов от главы к главе прибегает к повторениям, каждый раз добавляя какую-то новую деталь, будто наращивая мысль и не давая ей изнищать. То, перед чем Шестов таким образом вынуждает остановиться нашу мысль, оказывается тем самым страхом, в котором и пребывала, можно себе представить, мысль Кьеркегора и самого Шестова во всю их жизнь. По Кьеркегору, именно с отчаяния, а не с удивления, как считали древние греки, и начинается философия.

## Содержание
Центральный сюжет всей работы Шестова, посвященной Кьеркегору, — библейское повествование о грехопадении человека. Размышления о грехопадении самое дорогое, что, по мнению Шестова, можно найти у Кьеркегора, но выводы, к которым приходит Кьркегор в отношении природы греха, отражают подотчетную слабость мыслителя перед истиной Откровения. С одной стороны, Кьеркегор «ненавидел разум больше всего на свете», он ушел от Гегеля и всего «греческого симпозиона» к Иову: он не вспоминал платоновский завет о том, что μισὀλογος (ненавистник разума) обречен на величайшие беды; также Кьеркегор не выносил сознания необходимости и всех «ты должен», которые человеку предписывает этика, но он верил в то, что Бог — это возможность абсолютно всего, он верил в то, что он называл повторением, и поэтому он предпочел Авраама великому Сократу, то есть он предпочел абсурд веры необходимости, скрывающейся под маской этического. С другой стороны, отстранения этического недостаточно, необходимо движение веры, в свершении которого отказывал себе Кьеркегор: страх перед открывающимся вере абсурдом заставляет предпочесть успокаивающие, неизменные истины разума, вернуться к мудрейшему из людей — к Сократу. Такова двоякая установка экзистенциальной философии Кьеркегора, считает Шестов: отстранение этического и нерешимость совершить последнее движение веры. Такое пограничное состояние есть состояние страха, отчаяния, с которого, как утверждает Шестов вслед за Кьеркегором, начинается философия.
Но Кьеркегор, показывает Шестов, напрасно этот страх перекладывал и на невинное состояние человека, то есть на состояние человека до греха: «состояние невинности исключало страх, так как оно не знало ограниченных возможностей. Невинный человек жил перед Богом, а Бог значит, что все — возможно». Кьеркегор полагал, что страх человека перед Ничто, из которого был сотворен мир, стал причиной грехопадения, которое трактуется им как пробуждение духа, что непонятно для Шестова и совершенно не объясняет, какова роль змея в библейском повествовании. Так, Шестов признает, что Кьеркегору, воспевшему Абсурд и жаждущему избавления от власти разума, не удалось до конца понять смысл греха и значение змея-искусителя, а его истолкование события грехопадения достаточно диалектично.

«Змей, соблазнивший человека, имел в своем распоряжении только Ничто. Это Ничто, хотя оно только Ничто, или, вернее, тем, что оно Ничто, усыпило человеческий дух, и усыпленный человек стал добычей или жертвой страха, хотя для страха не было никаких причин или оснований».

Змей и есть разум, уверен Шестов, и вера есть единственное действительное противоположное греху, в то время как сам грех есть знание.
Таким образом, и свобода есть свобода не выбора между добром и злом, а неведения. Выбор между добром и злом уже допускает зло в мир, поэтому и этика не борется с ним, а является лишь его маской: только знающий добро и зло может выбрать зло, значит, только знающий может быть грешником, и таких грешников наказывает мораль. Зло, прикрывающееся этикой, моралью и вечностью не щадит даже Бога, ведь несотворенные истины разума не признают над собой никакой власти, они сами претендуют на власть, и поэтому Бог вынужден оставаться неизменным, стать в одном ряду с умозрительными истинами, как «дважды два будет четыре». Такой бог умозрительной философии, утверждает Шестов, не есть Бог Авраама, Бог Исаака, Бог Иакова. Разум исключает всякое чудо, а чудо означает, что Бог может абсолютно все. Поэтому только истинная свобода неведения борется со злом, избавляется от него.
Кьеркегор называл в себе неспособность к движению веры «обмороком воли», но, как пишет Шестов, «он ненавидел и проклинал свое бессилие со всей страстью, на которую человек способен. Не есть ли это уже первое „движение“ веры?». Такая вера заставляла Кьеркегора обвинить историческое христианство в жестокости: «Историческое христианство довольствуется „возможностями“, вперед убежденное, что и Бог должен довольствоваться возможным: христиане, как выражался Киркегард, отменили Христа».
В один ряд с Кьеркегором Шестов ставит Достоевского, Тертуллиана, Лютера и Паскаля, называя их вопиющими в пустыне, ведь немало таких, кто отказался принимать власть разума, парализовавшего свободу воли, и имел дерзновение требовать от Бога отчета за любое проявление зла.

## Отзывы
Благожелательными рецензиями на выход книги откликнулись, в частности, Н. Бердяев и Э. Левинас.